# Ostronóg nektarowy
Ostronóg nektarowy (Tarsipes rostratus) – gatunek ssaka, jedynego przedstawiciela rodziny ostronogowatych (Tarsipedidae) i rodzaju ostronóg (Tarsipes). Jeden z nielicznych ssaków odżywiający się nektarem i pyłkiem kwiatowym. 

## Taksonomia
Najprawdopodobniej Tarsipedidae oddzieliły się od innych torbaczy 39 milionów lat temu, we wczesnym etapie ewolucji. Dane molekularne (hybrydyzacja DNA i mitochondrialne RNA) sugerują, że najbliższymi krewnymi Tarsipedidae są Petaurus breviceps, inne gatunki z rodzaju Petaurus i Pseudocheirinae.

## Morfologia
Długość ciała samic 7–9 cm, samców 6,5–8,5 cm, długość ogona dla obu płci 7–10,5 cm; masa ciała samic 8–20 g, samców 7–10 g. Bardzo małe zwierzę nadrzewne, przypominające mysz, które zamieszkuje południowo-zachodnią Australię. Ostronóg żywi się pyłkiem i nektarem kwiatowym (najczęściej kwiatów banksji), ma specjalnie do tego celu przystosowany pyszczek i język zakończony szczoteczką, przypominający język kolibra i wysuwający się na 2,5 cm.
Ogon nieowłosiony, chwytny. Głowa i tułów barwy brunatnej, wzdłuż grzbietu aż do nasady ogona 3 prawie czarne pasy. Spód ciała żółtawy lub biały. Kończyny bladordzawe, stopy białe.

## Ekologia
Rozmnażanie: zimą, ciąża trwa 21-28 dni, 2-3 młode w miocie (samica ma 4 sutki)
Pożywienie: pyłek i nektar, od czasu do czasu małe owady
Inne: młode opuszczają torbę lęgową po 4 tygodniach.